# Alberto d'Este
Alberto d'Este, född 1347, död 1393, var en italiensk monark. Han var regerande markis av Ferrara mellan 1361 och 1393. 